# 玛丽·皮尔斯
玛丽·皮尔斯（Mary Pierce，1975年1月15日—），生于加拿大蒙特利尔，已退役的法国职业网球女子选手，公开赛年代法国第一位网球大满贯女单冠军兼法国网球公开赛至今唯一一位本土女单冠军，2座大满贯单打冠军得主，单打最高世界排名第3。

## 简述
1995年澳洲網球公開賽奪冠，成為法國第一位网球大满贯女单冠军；2000年法國網球公開賽冠軍（單打、雙打），是公開賽年代法網至今唯一一位本土女单冠军。
2005年克里姆林盃女子單打八強中與俄羅斯選手列歌芙絲法(Elena Likhovtseva)的一戰中，她在最後一局的平局決勝制(Tie Break)落後零比六時，連續取得八分而反敗為勝最為人所稱頌。 （页面存档备份，存于）

## 大滿貫

### 女單（2）

#### 冠軍（2）
| 年份 | 比賽 | 場地 | 決賽對手 | 國籍   | 勝方比分 |
| ---- | ---- | ---- | -------- | ------ | -------- |
| 1995 | 澳網 | 硬地 | 桑切斯   | 西班牙 | 6-3, 6-2 |
| 2000 | 法網 |      | 马丁内斯 | 西班牙 | 6-2, 7-5 |

#### 亞軍（4）
| 年份 | 比賽 | 場地 | 決賽對手 | 國籍   | 勝方比分 |
| ---- | ---- | ---- | -------- | ------ | -------- |
| 1994 | 法網 |      | 桑切斯   | 西班牙 | 6-4, 6-4 |
| 1997 | 澳網 | 硬地 | 辛吉斯   | 瑞士   | 6-2, 6-2 |
| 2005 | 法網 |      |          | 比利时 | 6-1, 6-1 |
| 2005 | 美網 | 硬地 |          | 比利时 | 6-3, 6-1 |

### 女雙
| 结果 | 年份 | 比赛 | 场地 | 搭档   | 对手                     | 比分          |
| 亚军 | 2000 | 澳网 | 硬地 | 辛吉斯 | 雷蒙德 斯塔布斯          | 6–4、5–7、6–4 |
| 冠军 | 2000 | 法网 | 红土 | 辛吉斯 | 魯阿諾·帕斯夸爾 蘇亞雷斯 | 6–2、6–4      |

## WTA巡迴賽

### 女單

#### 冠軍 (18)
- 1991（1）- 巴勒莫
- 1992（3）- 意大利切塞納、巴勒莫、波多黎各聖胡安
- 1993（1）- 德國菲爾德斯塔特
- 1995（2）- 澳網、東京日冷國際賽
- 1997（1）- 羅馬一級賽
- 1998（4）- 巴黎室內賽、美國埃米莉島、莫斯科一級賽（克里姆林盃）、盧森堡城
- 1999（1）- 奧地利林茨
- 2000（2）- 美國希爾頓頭島一級賽、法網
- 2004（1）- 荷蘭斯海爾托亨博斯
- 2005（2）- 聖迭戈一級賽、莫斯科一級賽（克里姆林盃）

#### 亞軍 (23)
- 1993（1）- 巴勒莫
- 1994（5）- 休斯敦、法網、萊比錫、菲爾德斯塔特、費城一級賽
- 1995（2）- 巴黎、蘇黎世一級賽
- 1996（1）- 埃米莉島
- 1997（4）- 澳網、埃米莉島、柏林一級賽、WTA年終賽
- 1998（1）- 聖迭戈
- 1999（4）- 黃金海岸、漢堡、羅馬一級賽、菲爾德斯塔特
- 2004（1）- 巴黎
- 2005（3）- 法網、美網、WTA年終賽
- 2006（1）- 巴黎

### 女雙冠軍 (10)
- 1991（1）- 巴勒莫
- 1996（1）- 東京日冷國際賽
- 1997（1）- 漢堡
- 1998（2）- 埃米莉島、莫斯科一級賽（克里姆林盃）
- 1999（2）- 多倫多一級賽、萊比錫
- 2000（2）- 東京一級賽（泛太平洋公開賽）、法網
- 2003（1）- 洛杉機

### 團體

#### 聯邦盃
除了職業賽事成就不俗外，皮雅絲在1900年代至2000年代曾多次代表法國參加联合会杯，並奪得2次冠軍。 
- 1997年決賽勝荷蘭4：1
- 2003年決賽勝美國4：1

- 按：協會盃是一年一度女子網球的世界團體錦標賽，是國際網球比賽中最高水平的團體賽。

## 外部連結
- 玛丽·皮尔斯的国际女子网球协会官方資料（英文）
- 玛丽·皮尔斯的國際網球總會 職業／青少年 官方資料（英文）
- Fed Cup - Player profile - Mary PIERCE (FRA) （页面存档备份，存于）
- 玛丽·皮尔斯在互联网电影资料库（IMDb）上的資料（英文）